# Дзвінкове
Дзвінкове́ (також Дзвінкова) — село Боярської міської громади Фастівського району Київської області. Населення — близько 135 корінних жителів та до 100 осіб дачників.

## Географія
Відстань до райцентру становить приблизно 36 км — автошляхом місцевого значення.

Селом протікає річка Ірпінь. Поблизу лежить Дзвінківський заказник, що перебуває у віданні Боярської лісової дослідної станції, яка підпорядковується Національному аграрному університету.

## Історія
З 1917 р. — село в межах кордонів УНР. Під час визвольних змагань, Марко Шляховий, він же отаман «Кармелюк», базував в урочищі Кладова неподалік села Дзвінкова повстансько-селянський загін, який вів бойові дії проти окупантів.. З 1920-го — під більшовицькою владою. До 1929 р. тут були парафіяльна церква, капличка на кладовищі та імпозантна пам'ятка садово-паркового мистецтва. Після Голодомору все зруйновано, а в 1950-х влада зобов'язала сільраду встановити над дорогою монумент на пошанування радянських воїнів (з комуністичною символікою).
2 Вересня 1955 року на території села впав метеорит. Було знайдено 2 частини, вагою 1.272 і 1.296 кг; Загальна вага склала 2.568 кг. Метеорит класифікували як хондрит. Він отримав назву Zvonkov.

### Відомі люди

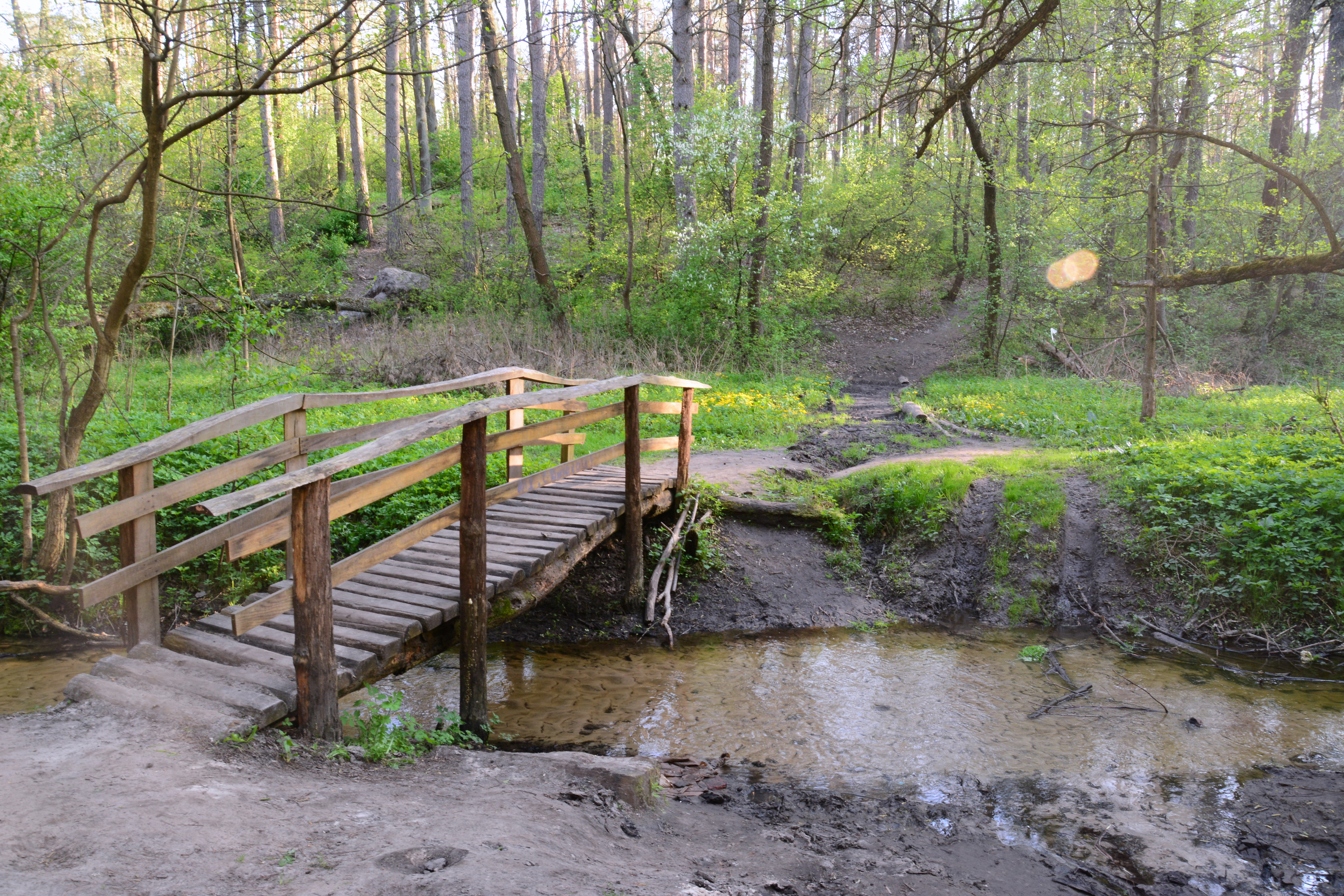
У Дзвінківському заказнику

Село відоме рекреаційними властивостями ще з XVIII століття. На початку ХХ століття тут перебували на відпочинку академік Сергій Єфремов, хімік Кость Туркало, професор філософії Київського університету святого Володимира Гіляров Олексій Микитович та його син Гіляров Сергій Олексійович надалі професор Київського університету на кафедрі вишуканих мистецтв.
Навколо Дзвікового були облаштовані пункти лісової сторожі за номерами з постійними жителями, що відображено у Сповідному розписі  с. Плесецьке Васильківського повіту за 1863 рік.

Після Другої світової війни мисливську дачу в селі мав Остап Вишня, відтак у Дзвінковій збиралися відомі українські літератори, зокрема тут бував Максим Рильський.

У селі народилися:
- Логвиненко Олег Павлович (1972—2016) — солдат Збройних сил України, учасник російсько-української війни.
- Шапран Надія Сергіївна (1924—1978) — українська майстриня декоративно-ужиткового мистецтва.

У селі похований київський авіатор Андрій Ферчук.

## Сучасний стан
1 грудня 1991 р. більшість мешканців села проголосувала за відновлення державної незалежності України, сільська рада перейменувала вулицю Леніна на вулицю Михайла Грушевського. З 2008-го в селі відбудовується православна церква (УПЦ КП).

Через село пролягає автобусний маршрут Київ — Яблунівка.
У Дзвінковому розташовані будинки представників київської медіа-індустрії та українського політика Володимира Стретовича.
11 лютого 2018 року в Дзвінковому звершено освячення новозбудованого храму УПЦ КП на честь Різдва Пресвятої Богородиці.

## Цікаві факти
На гербі села двічі обігрується назва - церковний дзвін і рослина дзвоники, тому він є подвійним промовистим.